# 偽りの森
『偽りの森』（いつわりのもり）は、日本の作家である花房観音による小説、性愛小説。
単行本は、2014年1月23日に幻冬舎より刊行された。文庫版は、2016年4月12日に幻冬舎文庫より刊行された。装画は単行本・文庫版ともに西村オコが手がけている。「短篇 糺の森」は、文庫化に際し、書き下ろされた。
小説家の谷崎由依は、「土地に対する深い造詣と豊富な読書量に裏打ちされている」「京都という華やかで艶やかな景色の中に、暴力的なまでの断絶を見ている」と評している。小説家の岡部えつは、「それぞれの登場人物の本音や思惑に、嫌な汗が噴き出た」「駄目な男のリアリティには震えた」と評している。著者の花房は、「谷崎潤一郎『細雪』をモチーフに、現代の京都を舞台に書いた」「性愛だけではなく、家族、そして家がテーマ」と語っている。

## あらすじ

### 序章 平安神宮
毎年、春になると家族で平安神宮にお参りに行くことが、雪岡の家の習慣である。その年も、家族でお参りに行った。四季子は病魔に侵されながらも、楽しそうに神苑を歩いていた……。

### 第1章 春樹
春樹は金子と付き合っている。春樹は、自分が非難されるような関係でなければ快楽を得ることができない、ということを自覚していた。春のある日、春樹は三条木屋町で金子と別れた後、糺の森にほど近い雪岡の家へ行く。雪岡家は、曾祖父の時代から下鴨の地で料亭〈賀茂の家〉を営んでいた。春樹が結婚して1年ほど後に、四季子は癌で亡くなった。
その日、春樹が雪岡の家に入ると、美夏、秋乃、冬香がいた。春樹は、家族のことを考えながら風呂に入る。ある日、春樹が金子と会っていると、金子の彼女が現れる……。春樹は、「雪岡の家は、偽りだらけの家だ」と考えている。

### 第2章 美夏
美夏は顔が母に似ているが、美夏は自分の顔が好きではなかった。夏のある日、冬香と伊久雄が映画を観に行く。冬香が美夏らとは血がつながっていないということを、春樹は知らないのだ、と美夏は思う。美夏が、豆餅を買うために〈ふたば〉へ行くと、柏木も来ていて、立ち話をする。賀茂川と高野川が合流する三角州まで来た美夏は、京都の山や川を眺め、自分はこれからも京都以外の土地に住むことはないだろう、と思う。
美夏は、四季子が不倫をしていたことがあり、その不倫相手との間に生まれたのが冬香だと知っていた。美夏は、伊久雄と冬香が、不倫を扱った映画を観ていたことを知り、気を落とす……。

### 第3章 秋乃
秋乃は、御所の近くにある美術館で働いており、また風見が出している店を時々手伝っている。秋乃は、高校生のとき、千鶴に呼ばれて音楽棟のピアノ室で会い、千鶴に抱かれる。しばらくの後、千鶴に誘われてホテルへ行き、秋乃は、ある怖ろしい体験をする……。
そして、30歳を過ぎた頃、秋乃は、千鶴と再会し、一緒に南座へ歌舞伎を鑑賞しに行く。2度目の歌舞伎鑑賞が終わって、祇園のバーでお酒を飲んでいると、千鶴は、秋乃が独身でいるのは、千鶴のせいなのではないか、と思っていると話す。そして、歌舞伎役者の克己という男が姿を現す。それから、秋乃は克己をテレビで見かける度に、心をざわめかせるようになる。秋乃は、母が父以外の男に恋をしていたことが、父の出奔に関係しているのではないか、と考える。
ある日、秋乃が、千鶴と克己の3人でバーに入ったとき、途中で千鶴が席を立つ。その帰りのタクシーの中で、秋乃は克己のキスを受ける。秋乃は酔いを覚まそうと、夜の下鴨神社に入る。数日後、秋乃は風見から、千鶴が売春のあっせんを行っていることや、克己が借金まみれであるらしいことをきかされ、「千鶴とは関わるべきではない」と言われる。秋乃は、母と寝ていたのは風見なのではないか、と考える。

### 第4章 冬香
冬香は、カフェでアルバイトをしている。冬香は、家を離れるために東京の大学に入学したが、就職した会社からリストラされる。その頃、母の身体に癌が見つかり、京都に戻った。冬香は、あるとき、伊久雄の映画の趣味が、自分と驚くほど似通っていることを知り。心を弾ませる。ある日、冬香が伊久雄と2人で風見の店の前を通り過ぎたとき、秋乃の姿を店の中に認める。
冬香は小学生のときに、自分が父の子ではないと知った。母との会話から、冬香が父とは血がつながっていないということを悟ったとき、父は母の頬を思いっきり叩いた。それから、母は冬香と距離を置くようになり、逆に父が冬香のことを気にかけてくれるようになる。ある日、冬香は伊久雄と床をともにする。

### 第5章 四季子
雪岡は、京都府の日本海沿いの田舎町の観光協会で働いていた。冬の終わりに、風見は雪岡に会う。30年ほど前、四季子は風見の子どもを産む。風見と四季子の間に子どもができたとき、四季子は、実の夫と風見も含めてみんなで雪岡の家で暮らしたい、と言い出し、風見は怖くなって逃げた。雪岡は、今、女性と2人で暮らしていて、その女性と一緒になりたいため、下鴨にある家を捨てようとしていることを打ち明ける。そして、その女性は香代子なのだという……。

### 終章 紅枝垂れ
雪岡の四姉妹は、平安神宮で父と再会を果たす……。

### 短篇 糺の森
ある日、風見は、四季子と夜の下鴨神社へ行き、連理の賢木にお参りをしたときのことを回想する。

## 登場人物
春樹
雪岡家の長女。40歳。
美夏
雪岡家の次女。37歳。
秋乃
雪岡家の三女。34歳。
冬香
雪岡家の四女。29歳。
四季子
春樹らの母。
雪岡
四季子の夫。四季子が亡くなった後に家を出る。
香代子
四季子の姉。
金子
春樹の愛人。
義郎
春樹の夫。49歳。
風見
料亭〈賀茂の家〉の先代の板長の息子。49歳。
高階伊久雄
美夏の夫。
瑞貴
伊久雄の長男。
光
伊久雄の次男。
柏木
料亭で働いていた女性。
早川千鶴
秋乃の高校の先輩。
克己
歌舞伎役者。
北野
大学生。